# Амасийская митрополия
Амаси́йская митропо́лия (греч. Μητρόπολη Αμασείας, тур. Amasya Metropolitliği) — титулярная епархия Константинопольской православной церкви, именуемая по городу Амасии Понтийской (ныне Амасья в Турции). В прошлом — митрополия.

## История
Первым проповедником христианства в Амасии, по преданию, был святой Андрей Первозванный, прозванный «апостолом Понта». В Похвальном слове святителю Василию Амасийскому говорится, что апостол Петр, «пробыв много дней в Амасии, первым научил и освятил её»; это отчасти подтверждает и первое соборное Послание апостола Петра, направленное «пришельцам, рассеянным в Понте, Галатии, Каппадокии, Асии и Вифинии». Таким образом христианская община в Амасии существовала с апостольских времён. Первым епископом Амасийской кафедры предание называет Никития, поставленного апостолом Петром.
В источниках упоминания о епископах Амасии встречаются с III века.
При императоре Диоклетиане (284—305) Понт был разделён на 3 более мелкие провинции, и Амасия стала митрополией одной из них, Диоспонта, переименованного императором Константином Великим (306—337) в честь его матери в Еленопонт, после чего и Амасийская кафедра становится митрополией.
В 451 году, решением Халкидонского собора, Амасийская митрополия закреплена за Константинопольским патриархом.
После сельжукского завоевания в XII веке православное население Амасии значительно сократилось, подчинённые митрополии епархии перестали существовать, а резиденция епископа была перенесена в приморский город Амис.
В 1666—1678 годах под временным управлением митрополитов Амасийских находилась Кафская епархия в Крыму.
После произошедшего в 1915—1923 годах геноцида понтийских греков и высылки греческого населения, митрополия, как административная структура, перестаёт существовать и становится титулярной епархией.

## Епископы
- Никитий (I век)
- Федим (упом. 235 — упом. 240)

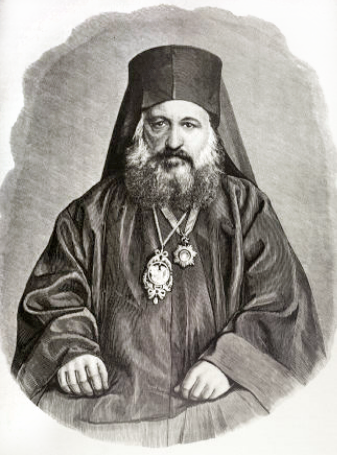
Митрополит Софроний (1864—1887)

- Афинодор (ок. 270) брат Григория Чудотворца
- Мелетий I (упом. 297)
- Василий (+ ок. 322)
- Евтихиан (упом. 325)
- Евлалий (упом. 343)
- Василий (347—354)
- Евсевий (IV век)
- Маркелл (упом. 378)
- Астерий I (380—410)
- Палладий (упом. в 431)
- Мелетий
- Селевк (упом. в 458)
- Мамант (491…518)
- Стефан (упом. в 553)
- Иоанн (упом. в 680 и 692)
- Даниил (упом. в 787)
- Феофилакт (упом. 792)
- Василий II
- Никифор (упом. в 868)
- Малакен (ок. 900)
- Стефан (до 925)
- Лев (упом. в 1166 и 1170)
- Михаил
- Стефан (упом. в 1197)
- Каллист Лимнийский (с 1315)
- Михаил (упом. в 1370)
- Иосиф Лимнийский (упом. в 1384)
- Иоасаф (упом. в 1439)
- Даниил (ок. 1450)
- Савватий (1546—1547)
- Геннадий (1563)
- Иоасаф (1572—1578)
- Григорий (1617—1623)
- Мелетий (1623—1626, 1633—1635)
- Захария (1626—1633)
- Иезекииль (1635—1641)
- Митрофан (1641—1644)
- Арсений (1644—1652)
- Косма (1652—1656)
- Герасим (1656—1665)
- Косма (1665—1668)
- Герасим (1668—1672)
- Иоасаф (до 1724)
- Иоанникий (до 1724)
- Дионисий (до 1724)
- Агапит (ок. 1725)
- Каллиник (1732)
- Вениамин (1756)
- Гавриил (до 1766)
- Дионисий (1771—1780)
- Паисий (сентябрь 1780—1809)
- Неофит (декабрь 1809 — июль 1826)
- Дионисий (Котакис) (июль 1826 — январь 1827)
- Неофит (январь 1827 — август 1828) вторично
- Мелетий (Панкалос) (август 1828 — ноябрь 1830)
- Дионисий (Котакис) (ноябрь 1830 — сентябрь 1835) вторично
- Каллиник II (сентябрь 1835 — март 1847)
- Кирилл (март 1847 — 21 сентября 1855)
- Софроний (Меидандзоглу) (27 сентября 1855 — 20 сентября 1863)
- Софроний (Сотиракис) (17 января 1864 — 28 июня 1887)
- Анфим (Алексудис) (22 июля 1887 — 5 февраля 1908)
- Герман (Каравангелис) (5 февраля 1908 — 27 октября 1922)
- Спиридон (Влахос) (27 октября 1922 — 15 апреля 1924)
- Герман (Каравангелис) (12 августа 1924 — 10 февраля 1935)
- Апостол (Трифонос) (25 октября 1951 — 29 ноября 1957)
- Павел (Меневисоглу) (5 мая — 4 июня 2014)